# 光明镇 (喜德县)
光明镇，是中华人民共和国四川省凉山彝族自治州喜德县下辖的一个行政建制镇。2021年1月12日，撤销则约乡和拉克乡，将原则约乡和原拉克乡所属行政区域划归光明镇管辖。

## 行政区划
光明镇下辖以下地区：
商业街社区、环城东路社区、农光村、新联村、沙洛村、马场村、莫洛村、者果觉村、阿吼村、丕约村、甘哈觉莫村、炭山村、新喜村和光荣村。